# Israël op de Olympische Winterspelen 2002
Tijdens de Olympische Winterspelen van 2002, die in Salt Lake City (Verenigde Staten) werden gehouden, nam Israël voor de derde keer deel.

## Deelnemers en resultaten
(m) = mannen, (v) = vrouwen 

### Kunstrijden
| Olympiër                       | Discipline | Resultaat | Prestatie                                                 |
| ------------------------------ | ---------- | --------- | --------------------------------------------------------- |
| Galit Chait Sergei Sakhnovski  | ijsdansen  | 6e        | 12,0 p. (verpl.1: 6 - verpl.2: 6 - org.: 6 - vrij: 6)     |
| Natalia Gudina Alexei Beletski | ijsdansen  | 19e       | 38,0 p. (verpl.1: 19 - verpl.2: 19 - org.: 19 - vrij: 19) |

### Shorttrack
| Olympiër     | Discipline | Resultaat | Prestatie                                     |
| ------------ | ---------- | --------- | --------------------------------------------- |
| Olga Danilov | 500 m (v)  | 16e       | dnq, kf 1 (4e): 46,695, vr 4 (2e): 46,422     |
| Olga Danilov | 1000 m (v) | 21e       | dnq, vr 8 (3e): 1.42,767                      |
| Olga Danilov | 1500 m (v) | 14e       | dnq, hf 3 (5e): 2.36,114, vr 5 (3e): 2.32,458 |

Amerikaanse Maagdeneilanden · Andorra · Argentinië · Armenië · Australië · Azerbeidzjan · België · Bermuda · Bosnië en Herzegovina · Brazilië · Bulgarije · Canada · Chili · China · Chinees Taipei · Costa Rica · Cyprus · Denemarken · Duitsland · Estland · Fiji · Finland · Frankrijk · Georgië · Griekenland · Groot-Brittannië · Hongarije · Hongkong · Ierland · IJsland · India · Iran · Israël · Italië · Jamaica · Japan · Joegoslavië · Kameroen · Kazachstan · Kenia · Kirgizië · Kroatië · Letland · Libanon · Liechtenstein · Litouwen · Macedonië · Mexico · Moldavië · Monaco · Mongolië · Nederland · Nepal · Nieuw-Zeeland · Noorwegen · Oekraïne · Oezbekistan · Oostenrijk · Polen · Roemenië · Rusland · San Marino · Slovenië · Slowakije · Spanje · Tadzjikistan · Thailand · Trinidad en Tobago · Tsjechië · Turkije · Venezuela · Verenigde Staten · Wit-Rusland · Zuid-Afrika · Zuid-Korea · Zweden · Zwitserland

Uitgesloten van deelname: Puerto Rico